# Lębork
Lębork (cașubiană Lãbòrg; germană Lauenburg in Pommern) este un oraș în Polonia.